# Rochlitz
För andra betydelser, se Rochlitz (olika betydelser).
Rochlitz är en stad i sachsiska kretsen Mittelsachsen vid Zwickauer Mulde. Staden har cirka 5 700 invånare jämfört med 6 363 invånare 1910. Antal var högst med 8 590 år 1990, och har sedan minskat stadigt. Staden ingår i förvaltningsområdet Rochlitz tillsammans med kommunerna Königsfeld, Seelitz och Zettlitz.
Staden grundades omkring 1200 av en ättling till markgrav Konrad I av Meissen.

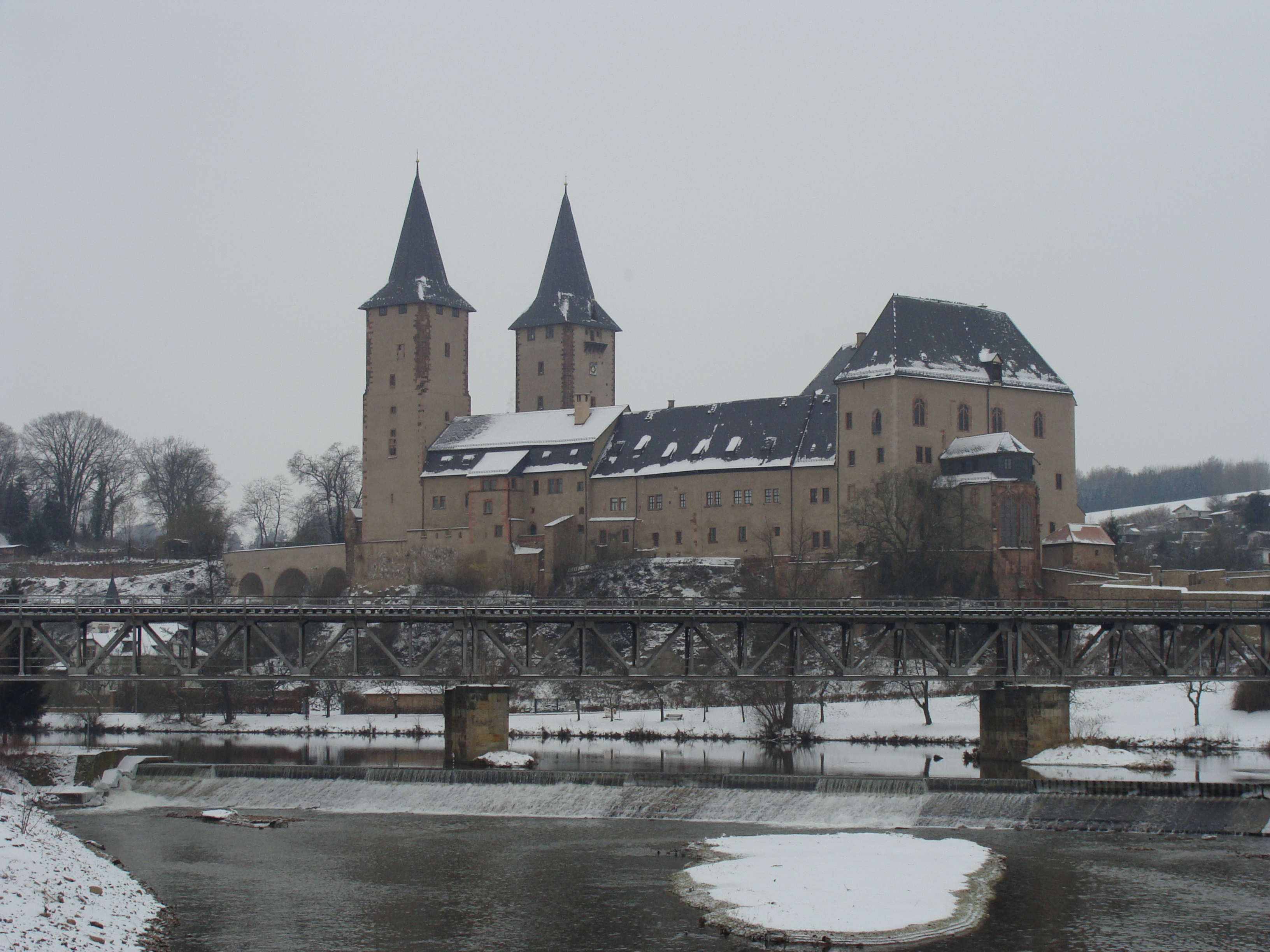
Rochlitz slott

Sydväst om stadens centrum, på en spår av Rochlitzberget, ligger Rochlitz slott som byggdes under andra hälften av 900-talet och fick sin nuvarande form i slutet av medeltiden.
Söder om staden på vänstra stranden av Mulde ligger isolerat det 350 meter höga Rochlitzberget med stora porfyrstensbrott, som bearbetats i fem århundraden.